# Vittorio Valletta
Vittorio Valletta (Sampierdarena, 28 juillet 1883 - Pietrasanta, 10 août 1967) est un dirigeant industriel italien, notamment de Fiat.

## Biographie
Devenu expert comptable, grâce à des cours du soir, il passa son diplôme à l'Institut supérieur de commerce (devenue Faculté d'économie et de commerce de Turin). Il enseigna ensuite dans une école spécialisée en économie, tout en travaillant dans un cabinet d'expertise comptable. Il entra ensuite au service du constructeur automobile Chiribiri.
Durant cette période, il a adhéré à la Franc-maçonnerie. 
En 1921 il est remarqué par le sénateur Giovanni Agnelli, président de Fiat, et est embauché avec le titre de directeur central. Il devient Directeur général de Fiat S.p.A. en 1928, puis Administrateur délégué en 1939 et Président entre 1945 et 1966, date de son départ à la retraite. Il est remplacé par Gianni Agnelli, petit-fils du fondateur Giovanni Agnelli.
Il reste dans la mémoire des grands hommes qui ont fait de Fiat un véritable empire industriel comme celui qui a reconstruit l'entreprise et lui a donné son énorme expansion des années 1950. En 1966, après avoir cédé sa place à Gianni Agnelli, il est nommé sénateur à vie par le président de la République italienne.
De sa fondation en 1952 à 1967, il préside le Comité européen pour le progrès économique et social (CEPES), un organisme de réflexion patronal transnational, proeuropéen, néolibéral et atlantiste, fondé à l'initiative des Américains de la Fondation Ford et du Committee for economic development (CED), dans le contexte de la guerre froide, qui regroupe notamment des industriels italiens, ouest-allemands et français. 
Il a été membre du comité directeur du groupe Bilderberg.